# Tamopsis petricola
Espèce
Tamopsis petricola est une espèce d'araignées aranéomorphes de la famille des Hersiliidae.

## Distribution
Cette espèce est endémique du Queensland en Australie.

## Publication originale
- Baehr & Baehr, 1995 : New species and new records of Hersiliidae from Australia (Arachnida, Araneae, Hersiliidae). Fifth supplement to the revision of the Australian Hersiliidae. Records of the Western Australian Museum Supplement, vol. 52, p. 107-118.